# Škoda T-17
Škoda T-17 — проект чехословацкого лёгкого танка, разрабатываемый в 1948–1949 годах компанией Škoda и Военно-техническим институтом. Прототип построен не был, проект остался на бумаге.

## История создания
Компания Škoda, имея богатый опыт разработки танков, также связанный с совместной работой с VTU (Vojenský technický ústav, Военно-технический институт), в 1948 году начала разработку лёгкого танка, получившего обозначение Škoda T-17 (1 — лёгкий танк, 7 — седьмой образец). Эскизный проект танка был готов к 8 сентября 1948 года.

## Конструкция танка
Передняя часть корпуса Т-17 напоминала ИС-3, так как также как и у советского ИСа на Т-17 использовался «Щучий нос», корма корпуса напоминала Т-34, а литая башня больше напоминала башни из проектов TVP, но и в ней можно было различить черты башни от ИС-3.
В башне Т-17 размещалось три члена экипажа и 75-мм пушка Škoda A 26, которая по своим характеристикам была аналогична зенитной пушке R 4, также танк планировалось оснастить тремя пулемётами.
Бронирование корпуса во лбу составляло 50 мм и 25 мм по бортам и в корме, а бронирование литой башни варьировалось от 60 мм (во лбу) до 15 мм (по бортам и в корме).

## Специальная платформа LP и САУ на её базе
Фактически Škoda разрабатывала не только лёгкий танк, но и специальную платформу под обозначением LP (Lehký podvozek, лёгкое шасси), от Т-17 платформа LP отличалась лишь наличием иной башни. На базе LP создавалось четыре варианта самоходной артиллерийской установки. Эти САУ должны были получить вооружение чехословацкого производства, также разработкой которого занималась Škoda. Проекты САУ на базе LP были представлены 18-20 ноября 1948 года.

### Самоходная гаубица 105mm ShH 14,3/540-LP (Zb 5915-S)
Первой была представлена самоходная гаубица под обозначением 105mm ShH 14,3/540-LP. К тому моменту, когда САУ была представлена, двигатель на Т-17 заменили с 270-сильного на 500-сильный, оснащённый нагнетателем. Максимальная скорость должна была составлять не менее 55 км/ч, удельная мощность при массе самоходки в 16 т составляла не менее 27 л. с./т. 105mm ShH 14,3/540-LP оснащалась 105-мм гаубицей TYP 17-1 (H-9).

### Истребитель танков 76,2mm ShPTK 6,6/900-LP (Zb 5916-S)
Этот вариант от самоходной гаубицы 105mm ShH 14,3/540-LP отличался лишь вооружением, благодаря которому эта модификация относилась к истребителю танков. ПТ-САУ 76,2mm ShPTK 6,6/900-LP оснащалась 76,2-мм пушкой A 19.

### Зенитная самоходная установка 50mm ShPLK 2,12/1020-LP (Zb 5918-S)
Данный вариант не имел башни, она была заменена неподвижным боевым отделением, смещённый в кормовую часть, корпус получил специальное уширение. ЗСУ оснащалась 50-мм автоматической пушкой производства Škoda.

### Истребитель танков 76mm ShPTK 6,6/900-LP (Zb 5920-S)
В отличие от предыдущих проектов, вооружение данной модификации располагалось в корпусе. Данный ИТ напоминал Jagdpanzer 38(t) Hetzer, не исключено, что конструкторы при разработке данной версии опирались на опыт немецких конструкторов. Масса машины составляла 17 тонн, вооружалась ПТ-САУ 76-мм пушкой без дульного тормоза, предположительно разработки Škoda.

## Машины на базе
- Škoda T-18 — модификация с переделанной башней для установки в неё 100-мм пушку.
- Škoda T-27 — удлинённая модификация, в качестве вооружения предполагалось использовать 88-мм пушку.